# Boston Terrier
Câinii din rasa Boston Terrier sunt foarte populari în randul iubitorilor de animale și sunt unii dintre cei mai căutați câini. În trecut, Boston Terrierii erau folosiți în luptele de câini, însă în zilele noastre sunt câini afectuoși și prietenoși, adevărate animale de companie. Câini din rasa Boston Terrier, cunoscuți și sub numele de Boston Bulls, sunt animale de talie mijlocie, cu trup compact și musculos.